# Hamza Amin
Hamza Aminis een golfprofessional met de Oostenrijkse en Pakistaanse  nationaliteit.
Hamza werd geboren in Oostenrijk als zoon van Taimur Hassan, een Pakistaanse amateur-golfer, en groeide op in Australië. Hij keerde daarna terug naar Islamabad en speelde vandaar verschillende internationale toernooien.

## Amateur
In 2010 en 2011 vertegenwoordigde Hamza zijn land, samen met zijn vader, bij het Asian Amateur Championship. Hamza won het nationaal kampioenschap in november 2011, een kampioenschap dat zijn vader ook acht keer gewonnen had.

### Gewonnen
- 2011: 44th KP National Golf Championship (212) op de PAF Golf Club Peshawar[1]

## Professional
Hamza werd in 2012 professional en speelt sindsdien onder de Oostenrijkse nationaliteit. 

## Trivia
Zijn vader bleef amateur en is de secretaris van de Pakistaanse Golf Federatie.